# Мененкьово
Мене́нкьово (болг. Мененкьово) — село в Пазарджицькій області Болгарії. Входить до складу общини Белово.

## Населення
За даними перепису населення 2011 року у селі проживали 935 осіб.
Національний склад населення села:
| Національність   | Кількість осіб | Відсоток |
| ---------------- | -------------- | -------- |
| болгари          | 810            | 87,3%    |
| цигани           | 110            | 11,9%    |
| турки            | 0              | 0%       |
| інша             | 5              | 0,5%     |
| не визначились   | 3              | 0,3%     |
| Всього відповіли | 928            |          |

Розподіл населення за віком у 2011 році:
Динаміка населення: